# Lepturges sejunctimacula
Lepturges sejunctimacula is een keversoort uit de familie van de boktorren (Cerambycidae). De wetenschappelijke naam van de soort werd voor het eerst geldig gepubliceerd in 1881 door Henry Walter Bates.